# Calpus bacchi
Calpus bacchi es una especie de coleóptero de la familia Silvanidae.

## Distribución geográfica
Habita en Nueva Guinea y Nueva Irlanda.